# FDGB-Pokal 1985/86
1985/86 wurde die 35. Auflage des FDGB-Fußballpokals der Männer ausgetragen. Es nahmen 65 Mannschaften teil. Teilnahmeberechtigt waren die 14 Teams der Oberliga, die 36 Teams der beiden Liga-Staffeln sowie die 15 Bezirkspokalsieger der Vorsaison. Die Sieger in der Qualifikationsrunde sowie der 1. und 2. Runde wurde in einem Spiel ermittelt. Das Achtel-, Viertel- und Halbfinale wurde in Hin- und Rückspiel ausgetragen.
Im Achtelfinale waren mit dem FC Vorwärts Frankfurt, Stahl Riesa, Sachsenring Zwickau, Stahl Brandenburg und Wismut Aue bereits fünf Oberligisten ausgeschieden. Andererseits waren die beiden 2. Mannschaften von Union Berlin und dem Halleschen FC Chemie als Bezirkspokalsieger sowie fünf DDR-Liga-Vertreter unter die letzten Sechzehn gekommen. Von ihnen schaffte als Überraschungsmannschaft nur Motor Nordhausen den Sprung in das Viertelfinale, musste sich dort aber dem Oberligisten Union Berlin mit 0:3 und 2:1 geschlagen geben. Der Pokalverteidiger Dynamo Dresden und Vorjahresmeister Berliner FC Dynamo kamen nicht über das Halbfinale hinaus.
Das Endspiel fand am 31. Mai 1986 im Stadion der Weltjugend statt. Hier setzte sich der 1. FC Lokomotive Leipzig mit 5:1 gegen den 1. FC Union Berlin durch. Lok Leipzig stand damit zum achten Mal in der Vereinsgeschichte im FDGB-Pokal-Finale und gewann den vierten Titel.

## Qualifikationsrunde
Das Spiel fand am 11. August 1985 statt.
|                       | Ergebnis |                   |
| --------------------- | -------- | ----------------- |
| BSG Robotron Sömmerda | 1:2      | BSG Chemie Wolfen |

## 1. Hauptrunde
Die Spiele fanden am 14. September 1985 statt.
|                                           | Ergebnis              |                                  |
| ----------------------------------------- | --------------------- | -------------------------------- |
| Energie Cottbus                           | 1:0                   | FC Vorwärts Frankfurt (Oder)     |
| BSG Motor Grimma                          | 2:1                   | BSG Stahl Riesa                  |
| BSG Motor Werdau *                        | 00:10                 | Dynamo Dresden                   |
| BSG Lokomotive/Armaturen Prenzlau *       | 0:8                   | Berliner FC Dynamo               |
| BSG Stahl Blankenburg *                   | 0:7                   | 1. FC Lokomotive Leipzig         |
| BSG Stahl Nordwest Leipzig *              | 0:7                   | BSG Sachsenring Zwickau          |
| ISG Schwerin                              | 2:3                   | BSG Stahl Brandenburg            |
| TSG Chemie Markkleeberg                   | 0:3                   | 1. FC Magdeburg                  |
| BSG Motor Eisenach *                      | 1:2                   | FC Carl Zeiss Jena               |
| BSG Aufbau Krumhermersdorf                | 0:3                   | BSG Wismut Aue                   |
| BSG Chemie Ilmenau *                      | 0:2                   | FC Rot-Weiß Erfurt               |
| BSG Fortschritt Weida *                   | 2:3                   | FC Karl-Marx-Stadt               |
| BSG Motor Eberswalde *                    | 1:2                   | 1. FC Union Berlin               |
| ASG Vorwärts Hagenow*                     | 0:4                   | Hansa Rostock                    |
| BSG Rotation Berlin                       | 5:0                   | Hallescher FC Chemie             |
| BSG Chemie Wolfen                         | 0:1                   | BSG Motor Suhl                   |
| 1. FC Union Berlin II *                   | 4:1                   | FC Vorwärts Frankfurt (Oder) II  |
| BSG Aktivist Brieske-Senftenberg II *     | 0:2                   | BSG Fortschritt Bischofswerda    |
| BSG Fortschritt Kirschau *                | 1:2                   | BSG Aktivist Schwarze Pumpe      |
| Hallescher FC Chemie II *                 | 4:1                   | SG Dynamo Fürstenwalde           |
| BSG Motor Babelsberg II *                 | 2:4                   | BSG Schiffahrt/Hafen Rostock     |
| BSG Schiffahrt/Hafen Rostock II *         | 0:3                   | SG Dynamo Schwerin               |
| BSG Post Neubrandenburg                   | 2:3                   | Berliner FC Dynamo II            |
| BSG Aktivist Kali Werra Tiefenort         | 0:1                   | FC Carl Zeiss Jena II            |
| BSG Motor Nordhausen                      | 2:0                   | ASG Vorwärts Dessau              |
| BSG Motor „Fritz Heckert“ Karl-Marx-Stadt | 2:1 n. V.             | BSG Motor Babelsberg             |
| BSG Wismut Gera                           | 0:0 n. V. (5:4 i. E.) | BSG Chemie Leipzig               |
| ASG Vorwärts Stralsund                    | 1:0                   | TSG Bau Rostock                  |
| BSG Stahl Eisenhüttenstadt                | 0:2                   | Dynamo Dresden II                |
| SG Dynamo Eisleben                        | 4:1                   | BSG Glückauf Sondershausen       |
| BSG Chemie Böhlen                         | 3:2                   | BSG Aktivist Brieske-Senftenberg |
| FC Rot-Weiß Erfurt II                     | 1:0                   | BSG Chemie Buna Schkopau         |

## 2. Hauptrunde
Die Spiele fanden am 12. Oktober 1985 statt.
|                                           | Ergebnis              |                          |
| ----------------------------------------- | --------------------- | ------------------------ |
| BSG Wismut Gera                           | 1:4                   | FC Carl Zeiss Jena       |
| BSG Motor Grimma                          | 2:7                   | Dynamo Dresden           |
| BSG Motor Suhl                            | 2:3                   | Berliner FC Dynamo       |
| BSG Aktivist Schwarze Pumpe               | 0:9                   | 1. FC Lokomotive Leipzig |
| ASG Vorwärts Stralsund                    | 4:2 n. V.             | BSG Sachsenring Zwickau  |
| BSG Motor „Fritz Heckert“ Karl-Marx-Stadt | 0:1                   | Hansa Rostock            |
| BSG Schiffahrt/Hafen Rostock              | 4:2                   | BSG Wismut Aue           |
| SG Dynamo Eisleben                        | 3:3 n. V. (2:4 i. E.) | 1. FC Magdeburg          |
| BSG Rotation Berlin                       | 1:4                   | 1. FC Union Berlin       |
| BSG Fortschritt Bischofswerda             | 1:2                   | FC Karl-Marx-Stadt       |
| BSG Chemie Böhlen                         | 3:0                   | BSG Stahl Brandenburg    |
| Energie Cottbus                           | 0:5                   | FC Rot-Weiß Erfurt       |
| 1. FC Union Berlin II *                   | 2:1                   | SG Dynamo Schwerin       |
| Dynamo Dresden II                         | 2:0                   | Berliner FC Dynamo II    |
| Hallesche FC Chemie II *                  | 4:1                   | FC Rot-Weiß Erfurt II    |
| BSG Motor Nordhausen                      | 3:1                   | FC Carl Zeiss Jena II    |

## Achtelfinale
Die Hinspiele fanden am 2. und die Rückspiele am 20. November 1985 statt.
|                              | Gesamt    |                         | Hinspiel | Rückspiel |
| ---------------------------- | --------- | ----------------------- | -------- | --------- |
| 1. FC Union Berlin           | 6:3       | 1. FC Magdeburg         | 4:1      | 2:2       |
| 1. FC Lokomotive Leipzig     | 7:3       | ASG Vorwärts Stralsund  | 5:1      | 2:2       |
| FC Carl Zeiss Jena           | 5:2       | Dynamo Dresden II       | 3:1      | 2:1       |
| Hallescher FC Chemie II      | 3:6       | Hansa Rostock           | 1:4      | 2:2       |
| FC Karl-Marx-Stadt           | 4:1       | BSG Chemie Böhlen       | 2:0      | 2:1       |
| BSG Schiffahrt/Hafen Rostock | (a)2:2(a) | BSG Motor Nordhausen    | 1:2      | 1:0       |
| Dynamo Dresden               | 8:3       | 1. FC Union Berlin II * | 4:1      | 4:2       |
| Berliner FC Dynamo           | 4:2       | FC Rot-Weiß Erfurt      | 2:0      | 2:2 n. V. |

## Viertelfinale
Die Hinspiele fanden am 2. und die Rückspiele am 7. und 20. Dezember 1985 statt.
|                          | Gesamt          |                      | Hinspiel | Rückspiel |
| ------------------------ | --------------- | -------------------- | -------- | --------- |
| Berliner FC Dynamo       | 8:3             | Hansa Rostock        | 5:1      | 3:2       |
| 1. FC Lokomotive Leipzig | 0:0 (4:2 i. E.) | FC Carl Zeiss Jena   | 0:0      | 0:0 n. V. |
| FC Karl-Marx-Stadt       | 3:5             | Dynamo Dresden       | 2:0      | 1:5 n. V. |
| 1. FC Union Berlin       | 4:2             | BSG Motor Nordhausen | 3:0      | 1:2       |

## Halbfinale
Die Hinspiele fanden am 29. und 30. April und die Rückspiele am 6. und 7. Mai 1986 statt.
|                    | Gesamt    |                          | Hinspiel | Rückspiel |
| ------------------ | --------- | ------------------------ | -------- | --------- |
| Berliner FC Dynamo | (a)5:5(a) | 1. FC Lokomotive Leipzig | 4:2      | 1:3       |
| 1. FC Union Berlin | (a)5:5(a) | Dynamo Dresden           | 1:2      | 4:3       |

## Finale

### Statistik
| Paarung                  | 1. FC Union Berlin – 1. FC Lokomotive Leipzig |
| Ergebnis                 | 1:5 (0:1) |
| Datum                    | 31. Mai 1986 |
| Stadion                  | Stadion der Weltjugend, Ost-Berlin |
| Zuschauer                | 50.000 |
| Schiedsrichter           | Klaus Peschel (Radebeul) |
| Tore                     | 0:1 Altmann (33.) 0:2 Zötzsche (51.) 0:3 Richter (66.) 1:3 Probst (81.) 1:4 Richter (85.) 1:5 Richter (89.) |
| 1. FC Union Berlin       | Wolfgang Matthies – Ingo Weniger – Olaf Reinhold, Dirk Koenen, Holger Sattler – Ralph Probst, Olaf Seier, Marco Roßdeutscher (56. Lutz Hendel), Heiko Lahn (56. Uwe Borchardt) – Ralf Sträßer, René Unglaube Cheftrainer: Karl Schäffner     |
| 1. FC Lokomotive Leipzig | René Müller – Frank Baum – Ronald Kreer, Torsten Kracht – Uwe Bredow, Wolfgang Altmann (86. Olaf Marschall), Matthias Liebers, Uwe Zötzsche – Hans-Jörg Leitzke (76. Lutz Moldt), Hans Richter, Dieter Kühn Cheftrainer: Hans-Ulrich Thomale |

### Spielverlauf
Mit dem 1. FC Lokomotive Leipzig hatte das Endspiel einen eindeutigen Favoriten, denn der Vizemeister der gerade beendeten Oberligasaison traf mit dem 1. FC Union Berlin auf den Meisterschafts-Siebenten. Gegen den letztjährigen Oberliga-Aufsteiger konnte der 1. FC Lok eine erfahrene Mannschaft mit fünf aktuellen Nationalspielern aufbieten. Union konnte lediglich seinen Heimvorteil in die Waagschale werfen und trat mit der Empfehlung an, den Titelverteidiger Dynamo Dresden im Halbfinale eliminiert zu haben.
Die Leipziger brachten ihr Spiel schnell in Schwung. Während die jungen Unionspieler vergeblich versuchten, ihren jeweiligen Gegenspieler in den Griff zu bekommen, hatte sich Lok schon in der ersten halben Stunde drei gute Torchancen erarbeitet. Dabei tat sich Leipzigs junger Mittelfeldspieler Uwe Bredow besonders hervor, er kurbelte die Offensive der eigenen Mannschaft drangvoll an. Einem weiteren Mittelfeldakteur blieb es vorbehalten, in der 30. Minute die verdiente Führung für den 1. FC Lok zu erzielen. Altmann spielte die gesamte wie versteinert wirkende Union-Abwehr aus und überwand Torwart Matthies, obwohl dieser mit den Fingerspitzen noch an den Ball herangekommen war. Die Berliner verharrten nicht lange im Schockzustand, nur wenige Minuten später musste Leipzigs Torwart Müller Kopf und Kragen gegen Berlins Linksaußen Unglaube riskieren.
Mit der Devise, die Leipziger Deckung stärker zu beschäftigen und sie in ihrem Vorwärtsdrang zu beschränken, schickte Union-Trainer Schäffner seine Mannschaft in die zweite Halbzeit. Doch seine Pläne wurden bereits nach sechs Minuten über den Haufen geworfen. Mit einem Gewaltschuss von der Strafraumgrenze aus und mit seinem schwächeren rechten Bein geschossen, überraschte Mittelfeldspieler Zötzsche die Berliner Abwehr und erzielte das 2:0 für den 1. FC Lok. Trotz eines Doppelwechsels bei Union gewann Lok nun endgültig die Herrschaft auf dem Spielfeld. Während Berlin die Flucht nach vorn antrat, stellten die Leipziger ihr Spiel auf Konter um, stießen blitzschnell in die freien Räume, suchten den kürzesten Weg zum Tor. Hatten bisher Mittelfeldakteure für die Tore gesorgt, lief nun Mittelstürmer Hans Richter zu großer Form auf und erzielte binnen 23 Minuten drei weitere Treffer. Den Berlinern blieb nur noch die Anerkennung, nie aufgesteckt zu haben, sie schafften dann auch durch Probsts akrobatischen Kopfballtreffer zum zwischenzeitlichen 3:1 eine kosmetische Verbesserung. In der 76. Minute wurde beim 1. FC Lok Lutz Moldt eingewechselt, der damit sein letztes Pflichtspiel für seine Mannschaft bestritt.
Der Siegertrainer Ulrich Thomale urteilte nach Spielende: „Bei zwei Mannschaften, die offensiv eingestellt waren, schöpften wir unsere Potenzen gut aus und dominierten aufgrund der mannschaftlichen Geschlossenheit.“

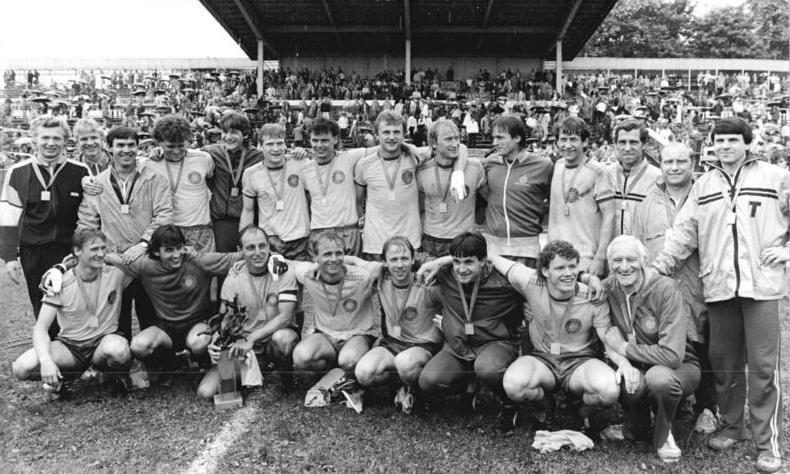
Die Leipziger Mannschaft nach der Siegerehrung

## Fußnote
1. ↑  eingerechnet ist die Finalteilnahme des SC Leipzig (Vorgänger des 1. FC Lok).